# Pretty Cure (Anime)
Pretty Cure ist der deutsche Titel einer aus zwei Staffeln bestehenden japanischen Anime-Fernsehserie. In Japan wurden die ersten 49 Folgen unter dem Titel Futari wa Pretty Cure bzw. Futari wa PreCure (ふたりはプリキュア, Futari wa PuriKyua, dt. etwa „Zu zweit sind wir Pretty Cure“ oder „Die Beiden sind Pretty Cure“) bekannt, während die Fortsetzung, die 47 Folgen umfasst, als Futari wa Pretty Cure Max Heart bzw. Futari wa PreCure Max Heart (ふたりはプリキュア Max Heart, Futari wa PuriKyua Max Heart, dt. etwa „Zu zweit sind wir Pretty Cure – vollen Herzens“) bezeichnet wurde.
Pretty Cure ist Teil des Franchise Pretty Cure, einem Komplex von Anime-Fernsehserien und -filmen, die dem Magical-Girl-Genre zuzuordnen sind.

## Handlung

### Futari wa Pretty Cure
Die zwei Mädchen Nagisa Misumi (美墨 なぎさ, Misumi Nagisa) und Honoka Yukishiro (雪城 ほのか, Yukishiro Honoka) hatten, bis ein Sternschnuppenschauer über Tokio niedergeht, nichts miteinander zu tun. So bekommen sie aber unabhängig voneinander handyähnliche Geräte, in denen die Wesen Mipple (ミップル, Mippuru) und Mepple (メップル, Meppuru) aus dem Garten des Lichts wohnen. Sie sind Flüchtlinge aus einer anderen Dimension, die von Dämonen aus der Dutsuko-Zone angegriffen wurden. Die Dämonen versuchen sieben magische Prismasteine in ihren Besitz zu bekommen, um sämtliche Welten in ewige Dunkelheit stürzen zu können. Mipple und Mepple erklären Nagisa und Honoka, dass es ihre Aufgabe ist, sich in die „Beschützerinnen des Lichts“ (engl. "Pretty Cure") zu verwandeln und den „Regenbogengarten“ (die Erde) und der „Garten des Lichts“ (die Welt, aus der Mipple und Mepple herkommen) vor den Dämonen zu beschützen. Neben diesem Abenteuer müssen die Mädchen auch ihren normalen Alltag meistern. Nagisa wird als „Cure Black“ bezeichnet, während Honoka „Cure White“ genannt wird.

### Futari wa Pretty Cure Max Heart
Pretty Cure erhalten Hilfe von Hikari Kūjō (九条 ひかり, Kūjō Hikari), einem Teil der Königin des Lichts. Bei einem Angriff zersprang diese in 13 Teile. Zwölf Teile wurden zu kleinen Feen (die Heartiels) und enthalten das Gedächtnis der Königin. Der 13. Teil ist Hikari, deren Vorname so viel wie „Licht“ bedeutet und verfügt über keine Erinnerungen. Der kleine Hikaru – ein Teil Yaaku-Kings, dem bei dessen Niederlage das gleiche widerfahren ist wie der Königin – ist Hikaris Bruder. Die Regenbogenarmbänder der Mädchen werden durch neue, stärkere Armbänder, die „Sparkle Bracelets“ ersetzt.

## Entstehung
Die ersten beiden Serien der Pretty-Cure-Reihe wurden von Toei Animation von 2004 bis 2006 produziert und auf dem japanischen Fernsehsender TV Asahi ausgestrahlt. Regie führte Daisuke Nishio und das Charakterdesign entwarf Akira Inagami.
Im Gegensatz zu vielen anderen Animeserien und besonders Magical-Girl-Serien ist Pretty Cure keine Adaption einer Manga-Vorlage, sondern wurde von den Animeproduzenten entworfen. Entsprechend wurden Überlegungen zur crossmedialen Vermarktung früh in die Entwicklung einbezogen. Der Titel Pretty Cure ist ein Neologismus, zusammengesetzt aus den englischen Worten für „niedlich“ („pretty“) und „heilen“ („cure“), was der Serie ein mädchenhaftes Image verleihen  und als verkaufsfördernde Marke dienen soll.

## Veröffentlichungen
Die erste Staffel, Futari wa Pretty Cure, wurde vom 1. Februar 2004 bis zum 30. Januar 2005 mit einem Umfang von insgesamt 49 Folgen ausgestrahlt. Die Fortsetzung Futari wa Pretty Cure Max Heart wurde vom 6. Februar 2005 bis zum 29. Januar 2006 ebenfalls auf TV Asahi übertragen und umfasste 47 Folgen. Die Ausstrahlungen erfolgten Sonntag morgens Mittelschülerinnen als Kernzielgruppe.
Die Serie wurde unter anderem ins Englische, Spanische und Italienische übersetzt. Auf Spanisch wurde sie von den Sendern Cuatro, Jetix España und Televisa Canal 5 ausgestrahlt, in Italien von RaiDue. Der Anime wurde auch in Südkorea und Taiwan im Fernsehen gesendet.
Auf Deutsch wurde nur die erste Staffel von Pretty Cure im September 2005 bei RTL II ausgestrahlt. Universum Anime veröffentlichte die ersten 24 Folgen vom 5. Dezember 2005 bis 4. September 2006 auf sechs DVDs.

### Synchronsprecher
| Rolle              | Japanischer Sprecher (Seiyū) | Deutscher Sprecher |
| ------------------ | ---------------------------- | ------------------ |
| Nagisa Misumi      | Yōko Honna                   | Tanya Kahana       |
| Honoka Yukishiro   | Yukana Nogami                | Julia Meynen       |
| Mepple             | Tomokazu Seki                | Diana Borgwardt    |
| Mipple             | Akiko Yajima                 | Diana Borgwardt    |
| Pollun             | Haruna Ikezawa               | Santiago Ziesmer   |
| Königin des Lichts | Kaya Matsutani               | Sabine Arnhold     |
| Hikari Kūjō        | Rie Tanaka                   |                    |
| Lulun              | Asuka Tanii                  |                    |

### Kinofilme
Zu Pretty Cure erschienen 2 Kinofilme: (Eiga) Futari wa Pretty Cure Max Heart (映画 ふたりはプリキュア Max Heart, dt. „Der Film: Zu zweit sind wir Pretty Cure – vollen Herzens“) das am 16. April 2005 in Japan im Kino anlief. Der Film blieb fünf Wochen in den japanischen Kino-Top-10 und spielte knapp 874 Millionen Yen (ca. 6,2 Millionen Euro) ein. Der Abspanntitel des Kinofilms, Kokoro no CHIKARA, wurde von Shizuka Kudō gesungen.
Am 10. Dezember 2005 erschien die Fortsetzung (Eiga) Futari wa Pretty Cure Max Heart 2: Yukizora no Tomodachi (映画 ふたりはプリキュア Max Heart 2 雪空のともだち, dt. „Der Film: Zu zweit sind wir Pretty Cure – vollen Herzens: Freunde des Schneehimmels“).

### Computerspiele
Am 9. Dezember 2004 erschien für den Game Boy Advance das „Pretty Pair Action“-Spiel Futari wa Pretty Cure: Arienāi! Yume no En wa Daimeikyū (ふたりはプリキュア ありえな〜い! 夢の園は大迷宮, dt. „Zu zweit sind wir Pretty Cure: unmööglich! Der Garten der Träume ist ein Riesenirrgarten“), am 28. Juli 2005 für den Game Boy Advance das Horizontalscroller-Actionspiel Futari wa Pretty Cure Max Heart: Maji? Maji!? Fight de IN janai (ふたりはプリキュア Max Heart マジ?マジ!?ファイトde IN じゃない, dt. etwa: „Zu zweit sind wir Pretty Cure – vollen Herzens: Ernsthaft? Ernsthaft!? Kämpfen ist nicht gut“) und am 1. Dezember 2005 für Nintendo DS das Narikiri-Actionspiel (dt. etwa: „Verwandlungs-Actionspiel“) Futari wa Pretty Cure Max Heart: Danzen! DS de Pretty Cure: Chikara o Awasete Dai-Battle (ふたりはプリキュア Max Heart DANZEN! DSでプリキュア 力を合わせて大バトル, Futari wa Purikyua Max Heart: Danzen! DS de Purikyua Chikara o Awasete Dai-Batoru, dt. etwa: „Zu zweit sind wir Pretty Cure – vollen Herzens: Bestimmt! Pretty Cure für DS: Vereinen wir unsere Kraft für eine Riesenschlacht“) alle je von Bandai.

## Analyse und Rezeption
Die Serie wurde im Jahr 2005 als "Bemerkenswerte Fernsehserie" bei den Tōkyō Anime Awards ausgezeichnet. Die Serie startete das gleichnamige Franchise, das zum erfolgreichsten und langlebigsten im Genre Magical Girl werden sollte. Neben der Kernzielgruppe junger Teenagerinnen wurde die Serie auch viel von männlichen Zuschauern zwischen dreißig und Mitte vierzig gesehen. Das Stadtviertel Wakabadai in Inagi, wo die Serie spielt, wurde inzwischen zum Wallfahrtsort für Fans der Serie.
Das Konzept der Serie basiert auf dem Narrativ des Kampfes zwischen Gut und Böse, hier des Reichs des Lichts mit der guten Königin und dem Volk der Elfen gegen das Reich der Finsternis mit dem bösen König. Der Kampf findet um die sieben Energiesteine statt, um deren Besitz beide Seiten ringen, und über die als niedliche Maskottchen der Serie fungierenden Elfen Meppuru und Mippuru werden zwei Schulmädchen in den Kampf hineingezogen und mit magischen Kräften ausgestattet, sodass sie zu Magical Girls werden. Die beiden Schülerinnen verkörpern die zwei Pole japanischer Mädchen-Archetypen, so Stephan Köhn: Nagisa ist die burschikose, sportliche, kumpelhafte und tollpatschige. Honoka dagegen hat lange Haare, ist gebildet, elegant, häuslich und Schwarm der Jungen an der benachbarten Schule. Auch in ihren Kostümen als Magical Girl bilden sich diese je männlich und weiblich konnotierten Facetten ab. Ähnlich sind die beiden Elfen mit gender-typischen Merkmalen versehen, die eine geschlechtliche Binarität zeigen, zumal sie oft heterosexuelles Begehren füreinander artikulieren. Die Beziehung der beiden schicksalhaft verbundenen Mädchen bleibt unbestimmt. Oberflächlich und oft für humorvolle Einlagen zeigen sie Begehren für gleichaltrige Jungen – bei Nagisa auch zur Relativierung ihrer Burschikosität – aber die Elfen drängen sie in eine eher asexuelle Mutterrolle: Sie müssen sowohl die Elfen umsorgen als auch in ihren Aufträgen sie und die Welt beschützen. „Mädchenhafte Mutterliebe“ werde „zur wahren Triebkraft im Kampf gegen das Böse“. Darin läge auch eine alternative Sicht auf die traditionelle Mutterrolle und Fürsorge: Nicht als gesellschaftlich auferlegte Bürde, sondern als selbstgewählte Quelle großer Kraft und als Raum, auch fernab heteronormativer Vorstellungen nach dem ultimativen Partner zu suchen.
Für den Kampf verwandeln sich beide Schülerinnen genretypisch in eine feminisierte und erwachsenere Form ihrerselbst mit „einer Art Gothic-Lolita-Rüstung“ mit feminisierten Accessoires. Genreuntypisch aber, so Köhn, sind die nicht nur auf Magie, sondern auch rohe Gewalt setzenden Kampfszenen, die deutlich von actionreichen Shōnen-Serien beeinflusst seien. Damit habe die Serie gewagt, was bei Magical Girl vorher nicht denkbar war. Eine Besonderheit sei auch, dass die Kräfte der beiden von ihrer Verbindung und ihrem Zusammenhalt abhängen und sie nur gemeinsam kämpfen können. Die Kraft der Pretty Cure entstehen aus ihrer Liebe zueinander, „die rein, aufrichtig und unverfälscht ist“. Zugleich kann darin das bis dahin nur in Geschichten mit Männern verwandte Motiv der „Buddies“ gesehen werden, die gemeinsam eine Aufgabe bewältigen. Im Alltag der Mädchen dagegen dominieren Motive, die seit Jahrzehnten im Shōjo-Manga typisch sind: Das homosoziale Umfeld der Mädchenschule mit dem ihm eigenen Alltag und die Werte „Anstrengung“, „Freundschaft“ und „Sieg“. In diesem Alltag ist ihr Leben fremdbestimmt (insbesondere von Männern) und passiv. Die Verwandlung zu Magical Girls ermöglicht das Heraustreten aus dieser Welt und das aktive Bestimmen des eigenen Schicksals – in einer Welt ohne Männer.